# Les Enfants de Mac Arthur
Pour plus de détails, voir Fiche technique et Distribution.
Les Enfants de Mac Arthur (瀬戸内少年野球団, Seto'uchi shōnen yakyū-dan) est un film japonais de 1984 réalisé par Masahiro Shinoda. Il fut proposé à la 57ème cérémonie des Oscars pour l'Oscar du meilleur film en langue étrangère, mais il ne fut pas nommé.

## Fiche technique
- Titre : Les Enfants de Mac Arthur
- Titre original : 瀬戸内少年野球団 (Seto'uchi shōnen yakyū-dan?)
- Scénario : Tsutomu Tamura (ja), d'après un roman de Yū Aku
- Photographie : Kazuo Miyagawa
- Décors : Yoshinobu Nishioka (ja)
- Montage : Sachiko Yamaji
- Musique : Shin'ichirō Ikebe
- Producteur : Masato Hara
- Sociétés de production : Hara, Herald Ace, Nokai
- Pays de production : Japon
- Langue originale : japonais
- Genre : drame
- Format : couleur - 1,85:1 - 35 mm
- Durée : 143 minutes[2]
- Date de sortie : 
  - Japon : 23 juin 1984[2]

## Distribution
- Takaya Yamauchi : Ryuta
- Yoshiyuka Omori : Saburo
- Shiori Sakura : Takeme "Mume" Hatano
- Masako Natsume : Komako
- Hideji Ōtaki : Ashigara
- Haruko Katō : Haru
- Ken Watanabe : Tetsuo
- Naomi Chiaki : Miyo
- Hiromi Gō : Masao Nakai
- Jūzō Itami : Hatano
- Shima Iwashita : Tome
- Bill Jenson
- Ryōsuke Miki
- Howard Muffett
- Shinsuke Shimada : Jiro